# Енергетик-БДУ
«Енергетик-БДУ» (біл. Энергетык-БДУ) — професіональний білоруський футбольний клуб з міста Мінськ, представляє Білоруський державний університет (раніше представляв Військову академію). Нині виступає в Білоруської футбольної вищої ліги.

## Хронологія назв
- 1996-1997: «Зірка»
- 1998-2004: «Зірка-ВА-БГУ»
- 2005-2016: «Зірка-БДУ»
- З 2017: «Енергетик-БГУ»

## Історія
Заснований у 1996 році під назвою «Зірка». Відразу ж заявився для участі до Другої ліги чемпіонату Білорусі, через декілька років вийшов до Першої, а потім й до Вищої ліги. В еліті білоруського футболу виступав чотири роки, весь цей час боровся за збереження свого місця у Вищій лізі. Згодом повернувся в Першу, а потім й у Другу ліги, де виступав протягом 2008—2013 років.

### 2013
У 2013 році боровся за вихід у Першу лігу, але наприкінці сезону поступився другим місцем мостовському «Німану», а сам опинився на третьому місці. Тим не менше, після відмови «Німана» у підвищенні в класі, у лютому 2014 рокумінчани все ж отримали можливість виступати у Першій лізі. У березня 2014 року «Зірка-БДУ» офіційно отримала місце у другому за рангом дивізіоні.

### 2014
У сезоні 2014 року склад команди майже не змінилася в порівнянні з попереднім сезоном. Ставка робилася на власних молодих вихованців. Якщо не брати до уваги капітана команди, досвідченого Валерія Апанаса, то середній вік гравців не перевищував 27 років (а після відходу влітку 2014 року її лідерів — Сергія Русецького й Олексія Ходневича — не більше 23 років). Довгий час мінчани перебували в нижній частині турнірної таблиці. Але ближче до кінцівки сезону молоді гравці набиралися досвіду й почали набирати все більшу кількість очок й зрештою фінішували на 9-му місці. При цьому за кількістю забитих м'ячів у ворота команд-суперниць (50 у 30 турах) «Зірка-БДУ» опинилася на другому місці в чемпіонаті після мозирської «Славії».

### 2015
У сезоні 2015 років команду поповнив ряд досвідчених гравців, зокрема Юрій Мархель, Олександр Биліна, повернулися Сергій Русецький та Олексій Ходневич. Сезон команда розпочала впевнено й лідирувала в турнірній таблиці, але потім розпочався спад й «Зірка-БДУ» фінішувала на 10-му місці.

### 2016
У сезоні 2016 року «Зірка-БДУ» знову омолодила склад — ветерани залишили команду, за яку почали виступати футболісти 1997 року народження, а також ще молодші гравці. Довгий час команда йшла в середині турнірної таблиці, але фінішувала на тому ж 10-му місці (серед 14-ти команд-учасниць).

### 2017
На початку 2017 року команду очолив тренерський тандем Сергія Білявського та Анатолія Юревича, які продовжили комплектувати команду власними молодими вихованями, але при цьому запросили декілька досвідчених гравців. У березні 2017 року стало відомо, що команда яка тривалий час виступала як «Зірка-БДУ» буде грати під назвою «Енергетик-БДУ». Після невдалого старту команда розпочала набирати очки й перше коло завершила на 5-му місці. Згодом справи пішли гірше й клуб опустився в середину турнірної таблиці, але вдалий фініш дозволив команді посісти підсумкове 6-те місце.

### 2022
Команда заваювали срібні медалі чемпіонату.
11 травня 2023 року після скандалу з договірними матчами клуб був позбавлений срібних нагород 2022 року та позбавлений 20 очок у сезоні 2023 року, а також 10 очок за участь у сезоні 2024.

## Досягнення
- Перша ліга чемпіонату Білорусі
  -  Срібний призер (1): 2001

- Друга ліга чемпіонату Білорусі
  -  Чемпіон (1): 1998 (Група А)
  -  Бронзовий призер (2): 1996 (Група Б), 2013

- Кубок Білорусі
  - 1/2 фіналу (1): 2006

## Статистика виступів

### Чемпіонат і Кубок Білорусі
| Сезон | Ліга           | М  | Іг | В  | Н  | П  | Голи  | Очки | Кубок       | Примітки                     |
| ----- | -------------- | -- | -- | -- | -- | -- | ----- | ---- | ----------- | ---------------------------- |
| 1996  | Третя — Б (Д3) | 3  | 26 | 17 | 4  | 5  | 63–24 | 55   |             |                              |
| 1997  | Третя — А (Д3) | 4  | 26 | 14 | 5  | 7  | 56–38 | 47   |             | Зміна назви ліг              |
| 1998  | Друга — А (Д3) | 1  | 26 | 18 | 2  | 6  | 67–27 | 56   | 1/8 фіналу  | Вихід у Першу лігу           |
| 1999  | Перша (Д2)     | 12 | 30 | 8  | 9  | 13 | 38–57 | 33   |             |                              |
| 2000  | Перша (Д2)     | 4  | 30 | 15 | 7  | 8  | 47–35 | 52   | 1/16 фіналу |                              |
| 2001  | Перша (Д2)     | 2  | 28 | 19 | 5  | 4  | 74–21 | 62   | 1/16 фіналу | Вихід у Вищу лігу            |
| 2002  | Вища (Д1)      | 12 | 26 | 4  | 6  | 16 | 28–48 | 18   | 1/8 фіналу  |                              |
| 2003  | Вища (Д1)      | 12 | 30 | 7  | 4  | 19 | 23–64 | 25   | 1/16 фіналу |                              |
| 2004  | Вища (Д1)      | 13 | 30 | 7  | 8  | 15 | 31–56 | 29   | 1/16 фіналу |                              |
| 2005  | Вища (Д1)      | 13 | 26 | 3  | 5  | 18 | 24–60 | 14   | 1/2 фіналу  | Виліт у Першу лігу           |
| 2006  | Перша (Д2)     | 12 | 26 | 5  | 10 | 11 | 32–39 | 25   | 1/16 фіналу |                              |
| 2007  | Перша (Д2)     | 14 | 26 | 2  | 4  | 20 | 17–58 | 10   | 1/16 фіналу | Виліт у Другу лігу           |
| 2008  | Друга (Д3)     | 4  | 30 | 15 | 8  | 7  | 59–28 | 53   | 1/16 фіналу |                              |
| 2009  | Друга (Д3)     | 7  | 26 | 11 | 6  | 9  | 40–34 | 39   | 1/16 фіналу |                              |
| 2010  | Друга (Д3)     | 5  | 34 | 15 | 10 | 9  | 76–47 | 55   | 1/32 фіналу |                              |
| 2011  | Друга (Д3)     | 8  | 30 | 12 | 6  | 12 | 40–32 | 42   | 1/32 фіналу |                              |
| 2012  | Друга (Д3)     | 7  | 36 | 18 | 4  | 14 | 54–41 | 58   | 1/16 фіналу |                              |
| 2013  | Друга (Д3)     | 3  | 24 | 14 | 7  | 3  | 45–16 | 49   | 1/16 фіналу | Отримане місце в Першій лізі |
| 2014  | Перша (Д2)     | 9  | 30 | 12 | 4  | 14 | 50–48 | 40   | 1/8 фіналу  |                              |
| 2015  | Перша (Д2)     | 10 | 30 | 10 | 10 | 10 | 47–47 | 40   | 1/32 фіналу |                              |
| 2016  | Перша (Д2)     | 10 | 26 | 9  | 6  | 11 | 33–41 | 33   | 1/16 фіналу |                              |
| 2017  | Перша (Д2)     | 6  | 30 | 12 | 8  | 10 | 39–30 | 44   | 1/32 фіналу |                              |

## Стадіон
Свої домашні матчі клуб проводить на стадіоні РЦОП-БГУ. Місткість — 1500 місць. Покриття — штучне. Адреса: Мінськ, вул. Семашко, 13.

## Емблеми

Історія емблем «Енергетика-БДУ»
Емблема «Зірки-БДУ» до 2016 року
Емблема «Енергетика-БДУ» з 2017 року

## Відомі гравці
- Сергій Сосновський
- Олексій Сквернюк
- Дмитро Платонов
- Михайло Конопелько
- Девід Тве

## Відомі тренери
- Володимир Пігулевський (з 1996)
- Михайло Мархель (2000—2001)
- Юрій Антонович (2002—2003)
- Володимир Касаковський (2004)
- Сергій Гомонов (в.о. в січні-липні 2005)
- Юрій Антонович (2005—2007)
- Сергій Гомонов (2008—2010)
- Юрій Антонович (2010—2011)
- Анатолій Шкляр (2013—2016)
- Володимир Белявський (з 2017)